# Gumawangrejo
Gumawangrejo is een bestuurslaag in het regentschap Purworejo van de provincie Midden-Java, Indonesië. Gumawangrejo telt 209 inwoners (volkstelling 2010).